# Guy Baudelle
Guy Baudelle est un géographe français né en 1961. Il enseignait à l'Université Rennes 2 dont il est Professeur émérite et est spécialisé dans les questions d'aménagement.

## Biographie
Guy Baudelle est un ancien élève de l'École normale supérieure de Saint-Cloud (1980-1985). Il est agrégé de géographie (1982). Il effectue ensuite des recherches auprès de l'Établissement public d'aménagement de Lille-Est, chargé de l'aménagement de la ville nouvelle de Villeneuve-d'Ascq, et soutient en 1985 sa thèse de 3e cycle à l'Université Paris-1 Panthéon-Sorbonne (1985).
En 1994, il obtient une habilitation à diriger des recherches à l'Université Paris 1 en étudiant le système spatial de la mine dans le bassin minier du Nord-Pas-de-Calais. L'année suivante, il devient Professeur d'aménagement de l'espace-urbanisme à l'Université Rennes 2, jusqu'en 2022.

## Thèmes de recherche
- Analyse prospective des territoires (Europe, France, façade atlantique).
- Géographie et aménagement de la France et de l’Europe (politique régionale européenne, polycentrisme, réseaux urbains, relations villes-campagnes).
- Géographie économique et développement régional (notamment dans les régions anciennement industrialisées et la façade atlantique).
- Organisation institutionnelle des territoires (intercommunalité, pays).
- Géographie théorique.
- Histoire et épistémologie de la géographie[1].

## Principales publications
- Rémy Allain (dir.), Guy Baudelle (dir.) et Catherine Guy (dir.), Le polycentrisme : une ambition nouvelle pour l’aménagement du territoire, Rennes, Presses Universitaires de Rennes, coll. « Espace et Territoires », 2003, 390 p..
- Rémy Allain (dir.), Guy Baudelle (dir.) et Catherine Guy (dir.), Le polycentrisme : un projet pour l'Europe, Rennes, Presses Universitaires de Rennes, coll. « Espace et Territoires », 2003, 306 p. (ISBN 2-86847-733-X) (colloque de Rennes, juin 2001).
- Guy Baudelle (dir.) et Bernard Castagnède (dir.), Le polycentrisme en Europe : une vision de l'aménagement du territoire européen, La Tour d'Aigues, Éditions de l'Aube, 2002.
- Guy Baudelle (dir.), Marie-Vic Ozouf-Marignier (dir.) et Marie-Claire Robic (dir.), Géographes en pratiques (1870-1945) : Le terrain, le livre, la Cité, Rennes, Presses Universitaires de Rennes, coll. « Espace et Territoires », 2001, 390 p. (ISBN 2-86847-580-9).
- Guy Baudelle, Géographie du peuplement, Paris, Armand Colin, coll. « Cursus géographie », 2000 (réimpr. 2003), 192 p. (ISBN 2-200-25172-6 et 2-200-26544-1).
- A. Even, Guy Baudelle et R. Sechet (coord.), « Des pays pour l'Ille-et-Vilaine : approche cartographique », Cahiers de prospective, Rennes, Apogée, no 1,‎ 1999.